# 余勇喆
余勇喆（1985年2月24日—），中国足球守门员。

## 俱乐部生涯

### 成都五牛
余勇喆成长于足球家庭，在叔叔余东风帮助下，他16岁加入了成都五牛青年队。他在青年队表现出色，被认为可以去成年队，2003年11月23日在1-0战胜广东雄鹰的比赛中上演首秀。此后，他成为替补守门员，但当关震和前国门符宾被引进以帮助球队冲超后，他的发展受阻。

### 重庆力帆
余勇喆被下降到成都五牛预备队后，于2008赛季被转会到同级球队重庆力帆，立即成为和正元之下的第二守门员。上场时间有限的他在加盟的第一个赛季就见证了球队以当赛季第二名升上超级联赛。下个赛季，重庆苦战仍然降级，和正元离队，新主教练阿里·哈恩给余勇喆打主力的机会，余勇喆在2009年6月20日对冠军山东鲁能的比赛中力保球门不失，取得0-0平局。

### 广东日之泉
2011年，余勇喆转会广东日之泉队。
2014年，广东日之泉改名陕西五洲，但未能获准参加中甲联赛，余勇喆成为自由球员。

### 杭州绿城
2015年7月6日，余勇喆加入中国足球协会超级联赛球队杭州绿城，随后被租借到中甲联赛球队江西联盛直至12月31日。

## 国家队生涯
2009年底，余勇喆入选高洪波国家队并参加了海口集训，后离队。